# 英國國防委員會
英國國防委員會（英語：Defence Council of the United Kingdom）是英國武裝部隊的最高管理機構。它是根據1964年《國防（職能轉移）法》設立的，該法將作為英國武裝部隊統帥之英皇的軍事權力委託給國防委員會。它對軍隊擁有“指揮和管理”的權力。
國防委員會由其主要委員會以及海軍部委員會、陸軍委員會和空軍委員會組成。國防委員會由國防大臣擔任主席，該大臣負責英國“國防的一般責任”。

## 功能
1964年之前，英國武裝部隊有五個政府部門負責管理：海軍部、陸軍部、空軍部、航空部和規模較小的國防部。根據1964年《國防（職能轉移）法》發布的樞密院令，這些機構的職能被轉移給國防委員會和國防大臣。
國防大臣是內閣成員，擔任國防委員會主席，並就其事務向國王和英國國會負責。設立國防委員會的君主制誥賦予其指揮英國軍隊的權力，並賦予其行政管理責任。